# Flight International
Flight International, també coneguda com a Flight, és una publicació setmanal d'abast mundial sobre l'espai aeri, publicada a Anglaterra.
Fundada l'any 1909 com "Una revista dedicada als interessos, la pràctica i el progrés de la locomoció aèria i el transport" és la revista de notícies d'aviació més antiga del món publicada de forma contínua. Amb un equip de periodistes i corresponsals per tot el món, proveeix una cobertura global de la producció a l'espai aeri i les operacions d'aviació en àrees de transport aeri, negoci de l'aviació, defensa, aviació general i vols espacials. Algunes de les característiques de la revista són les il·lustracions retallables d'avions, proves de vol de nous avions, informes de serveis i anàlisis sector per sector.
Reed Business Information Ltd, una empresa subsidiària de RELX Group, publica Flight International. Jane's Information Group i Aviation Week són algun dels seus competidors. A mitjans de la dècada de 1920, va incorporar una publicació relacionada, The Aircraft Engineer & Airships. Alguns dels seus antics editors i contribuïdors són Bill Gunston i John W. R. Taylor.